# Криворожжилстрой
Криворожжилстрой — строительно-монтажный трест в городе Кривой Рог.

## История
Организован в апреле 1958 года в составе комбината «Кривбасстрой».
В 1958 году сдан первый 5-этажный жилой дом для работников завода «Криворожсталь». Всего за 1958 год построено 58 тысяч м² жилья и 11 объектов соцкультбыта, обучено 900 строителей. В 1959 году начали применяться сборные железобетонные тонкостенные конструкции, впервые в УССР построен жилой дом из блоков, производимых на потоковой линии.
В 1960 году построен первый в Кривом Роге крупнопанельный жилой дом на Соцгороде. В этом же году первыми на хозрасчёт перешли бригады П. И. Котика, Ф. Д. Замрия, П. М. Боронюка.
В 1967 году строители треста добились успехов в соревновании в честь 50-летия Октябрьской революции.
В 1958—1968 годах введено в эксплуатацию 1,2 млн м² жилья, 21 школа, 59 детских комбинатов, 9 больниц. К 1969 году трест построил более 60 детских комбинатов, 25 школ, 2 института, 9 больниц, автовокзалы, кинотеатры, кафе, столовые, магазины и другие объекты. В построенных трестом домах проживало более 100 тысяч жителей.
В 1969 году в состав входило 5 управлений.
В феврале 1992 года преобразован в арендное предприятие, в сентябре 1995 года образовано открытое акционерное общество.
К 2005 году сдано в эксплуатацию 4 млн м² жилья, 88 школ, 187 детских комбинатов и других объектов.

## Характеристика
Трест специализировался на жилищном и социально-бытовом строительстве по заказу Криворожского горисполкома.
Внедрялась широкая механизация, что увеличивало производительность труда и снижало себестоимость строительных работ.
Трестом был построен жилой район Ингулец, кинотеатр «Современник», реконструирован военный участок Криворожского кладбища, братская могила 68-и советских воинов.
В состав входят строительные управления № 2, 3, 5, 9, 11, завод крупнопанельных конструкций, управление производственно-технической комплектации.

### Трудовой коллектив
В 1970 году работало 2,2 тысячи человек, в 1984 году — 1,8 тысяч, к 2005 году работало 583 человека.
До 200 человек награждены орденами и медалями.
Управляющими были Н. В. Перчин, Г. Ю. Ващенко, В. И. Дубровин, Д. М. Бельмас, Ф. В. Васильев, В. Г. Книжник, Е. С. Капустин, Б. И. Боротюк, Г. М. Лобас, М. М. Поддубный.

## Награды
- Памятное знамя ЦК КПСС, Президиума Верховного Совета СССР, Совета Министров СССР и ВЦСПС (1967)[2][1];
- Переходное красное знамя Госстроя СССР, ЦК профсоюза строителей (1988)[2].